# Altshauser Hof

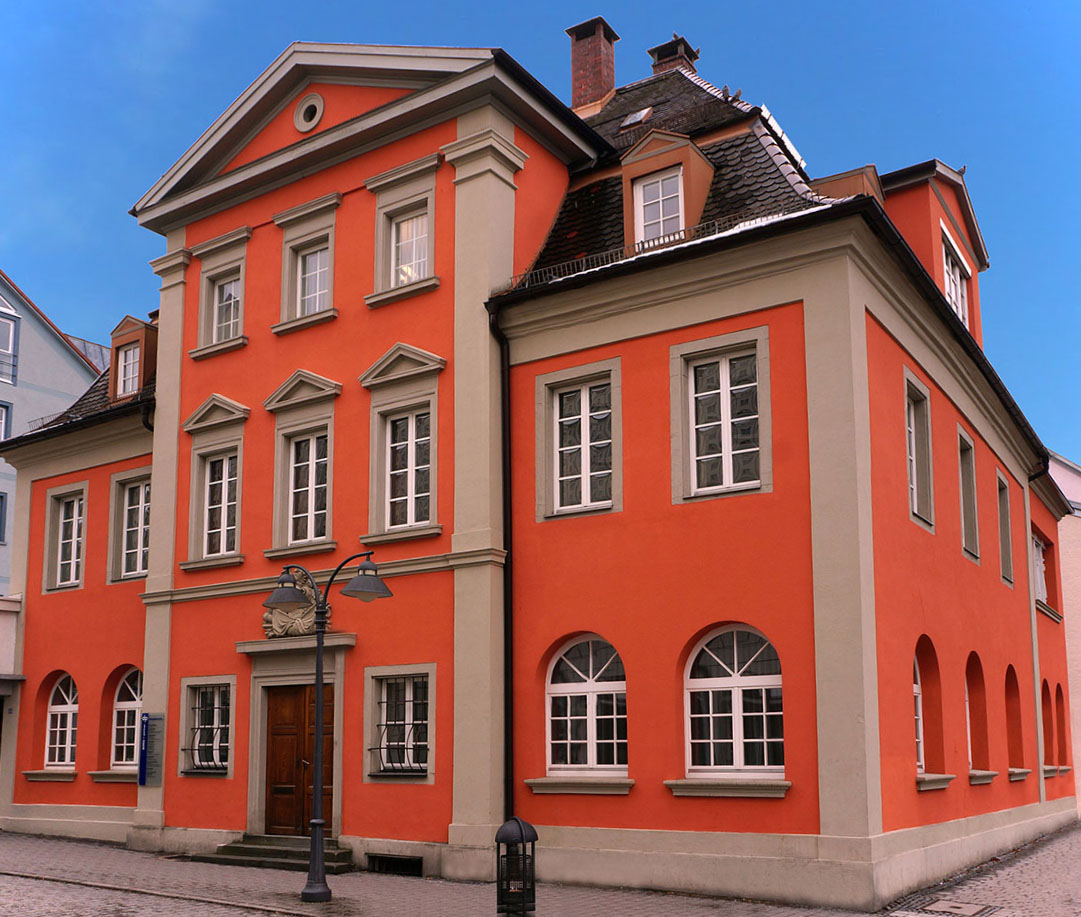
Altshauser Hof

Der Altshauser Hof war die Residenz der Deutschordenskommende Altshausen in der Freien Reichsstadt Ravensburg in Oberschwaben. Das Gebäude liegt im Westen der Ravensburger Altstadt in der heutigen Eisenbahnstraße 35.

## Geschichte
Der Altshauser Hof zählt zu den wenigen Neubauten in der Reichsstadt Ravensburg, die zwischen dem Dreißigjährigen Krieg und der Mediatisierung 1802 entstanden sind.

### Deutschordenskommende Altshausen

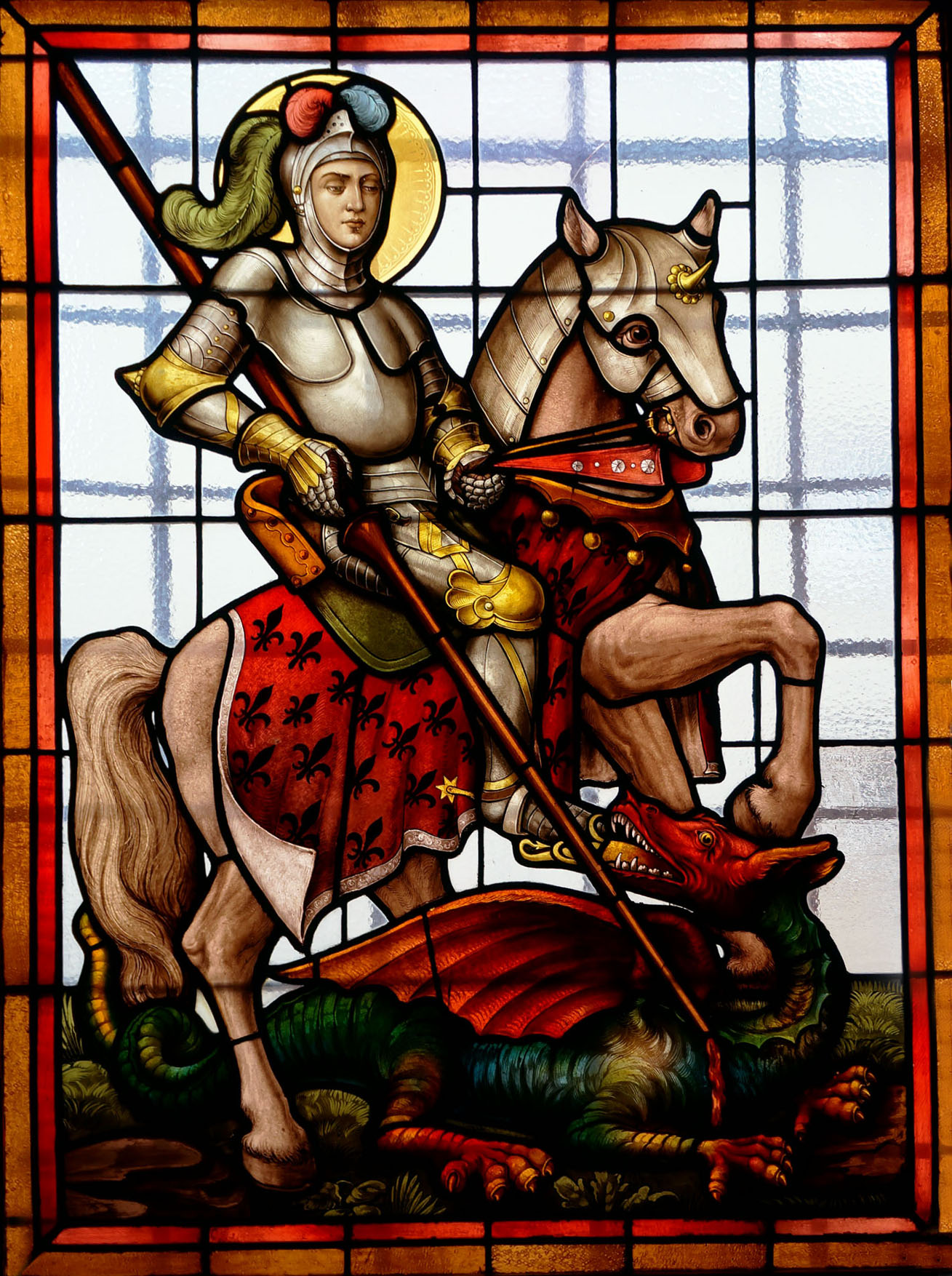
Fenster-Glasmalerei, Motiv: wahrscheinlich „St. Georg als Drachentöter“

Wie die Klöster Weingarten, Weißenau und Baindt besaß auch die Deutschordenskommende Altshausen viele Jahrhunderte lang eine Niederlassung in der Reichs- und Marktstadt Ravensburg. Bereits 1404 hatte sie in der Nähe des Karmeliterklosters, wohl im Bereich der Kohl- oder Klosterstraße, ein Haus erworben.
Als dieses Anwesen den Ansprüchen nicht mehr genügte, erwarb die Deutschordenskommende ein neues Stadthaus an der westlichen Stadtmauer – den Altshauser Hof. Vermutlich war für die Verlegung mit ausschlaggebend gewesen, dass an diesem neuen, noch nicht so dicht bebauten Standort auch ausreichend Platz zur Errichtung eines ausgedehnten Kornstadels zur Verfügung stand. Dieser wurde dann auf der gegenüberliegenden Seite der heutigen Eisenbahnstraße als langgestrecktes Satteldachgebäude erstellt.
In diesem Gebäude konnten die Deutschordensritter verweilen, wenn sie in der Reichsstadt zu tun hatten, von hier aus wurde der Verkauf der Naturaleinnahmen des Ordens, insbesondere von Getreide, auf dem Ravensburger Markt organisiert und die Besitzungen des Ordens in der Stadt und ihrem Umfeld verwaltet.

### Johann Caspar Bagnato
Fast zur gleichen Zeit als die Deutschordenskommende nach Plänen von Johann Caspar Bagnato, einem Baumeister des Barock und Baudirektor der Deutschordensballei Schwaben-Elsass-Burgund mit einem Neubau ihres Schlosses in Altshausen begann, ließ sie zwischen 1729 und 1731 auch das Stadthaus in Ravensburg – den Altshauser Hof – neu errichten. Baumeister war ebenfalls Bagnato, der für den Deutschen Orden, aber auch für andere geistliche und weltliche Auftraggeber zahlreiche Barockbauten in Südwestdeutschland und der Schweiz errichtete.
In Ravensburg sind neben dem Altshauser Hof auch die Bauhütte (1729), das Hofgut Büchel (1738 nach Kauf von Bagnato zum Landsitz ausgebaut, allerdings weitgehender Neubau 1913/15), das Veitsburgschlösschen (1752) und die Fassade des Hauses Marktstraße 20 (1752) Werke des Baumeisters.

### Thurn und Taxis
Nach der Aufhebung des Deutschen Ordens (1809) diente der Altshauser Hof von 1825 bis 1851 als Thurn und Taxissches Postamt. Als der württembergische Staat in jenem Jahr das Postwesen, wie schon zwischen 1805 und 1819, in eigene Regie nahm, wurde das Postamt 1852 an den Bahnhof verlegt.

### Spätere Eigentümer
Neuer Besitzer des Gebäudes wurde nun zunächst der aus Esslingen stammende Industrielle Otto Deffner (1866–1949), ein liberaler Demokrat und wichtiger Akteur der Revolution von 1848/49 in Ravensburg. Wenig später eröffnete er in dem gegenüberliegenden ehemaligen Getreidestadel des Deutschen Ordens beziehungsweise der früheren Wagenremise des Thurn und Taxissches Postamtes (Eisenbahnstraße 26) eine Baumwollweberei und -stickerei, die 1860 bereits über 100 Arbeiter zählte. Als Besitzer des Hauses folgte Deffner im Jahre 1884 die Familie Dreher. Rechtsanwalt Georg Dreher gründete im Jahre 1884 eine Rechtsanwaltskanzlei, die noch heute in Familienbesitz ist und im Haus bis Ende Juni 2018 ansässig war. Der Altshauser Hof ist das Geburtshaus des langjährigen Ravensburger Stadtarchivars, Historikers und Ehrenbürgers der Stadt, Alfons Dreher (1896–1980).

## Baustil
Der barocke Altshauser Hof ist ein zweistöckiger, verputzter, durch Ecklisenen und Putzbänder am Sockel und an der Dachtraufe gegliederter Bau mit ziegelgedecktem Mansarddach in markanter Ecklage. Ursprünglich war das Gebäude völlig freistehend. Seine Fassaden sind zur Eisenbahnstraße 17 Meter, zur Mauerstraße 12 Meter lang. Ein dreiachsiger und dreistöckiger Mittelrisalit tritt wirkungsvoll an der Schauseite zur Eisenbahnstraße hervor, er ist von Pilastern gerahmt, durch Gesimse und verschiedenartige Fensterbedachungen gegliedert und endet mit einem flachen Dreiecksgiebel mit Oculus. Mit Ausnahme des Risalits besitzt das Erdgeschoss schöne große Rundbogenfenster, während das erste Obergeschoss durchgehend Hochrechteckfenster zeigt. Zum Hinterhof findet sich ein Bleiglasfenster mit einer Abbildung des heiligen Georgs, basierend auf der auch auf ihn zurückgehenden Drachentöter-Legende.

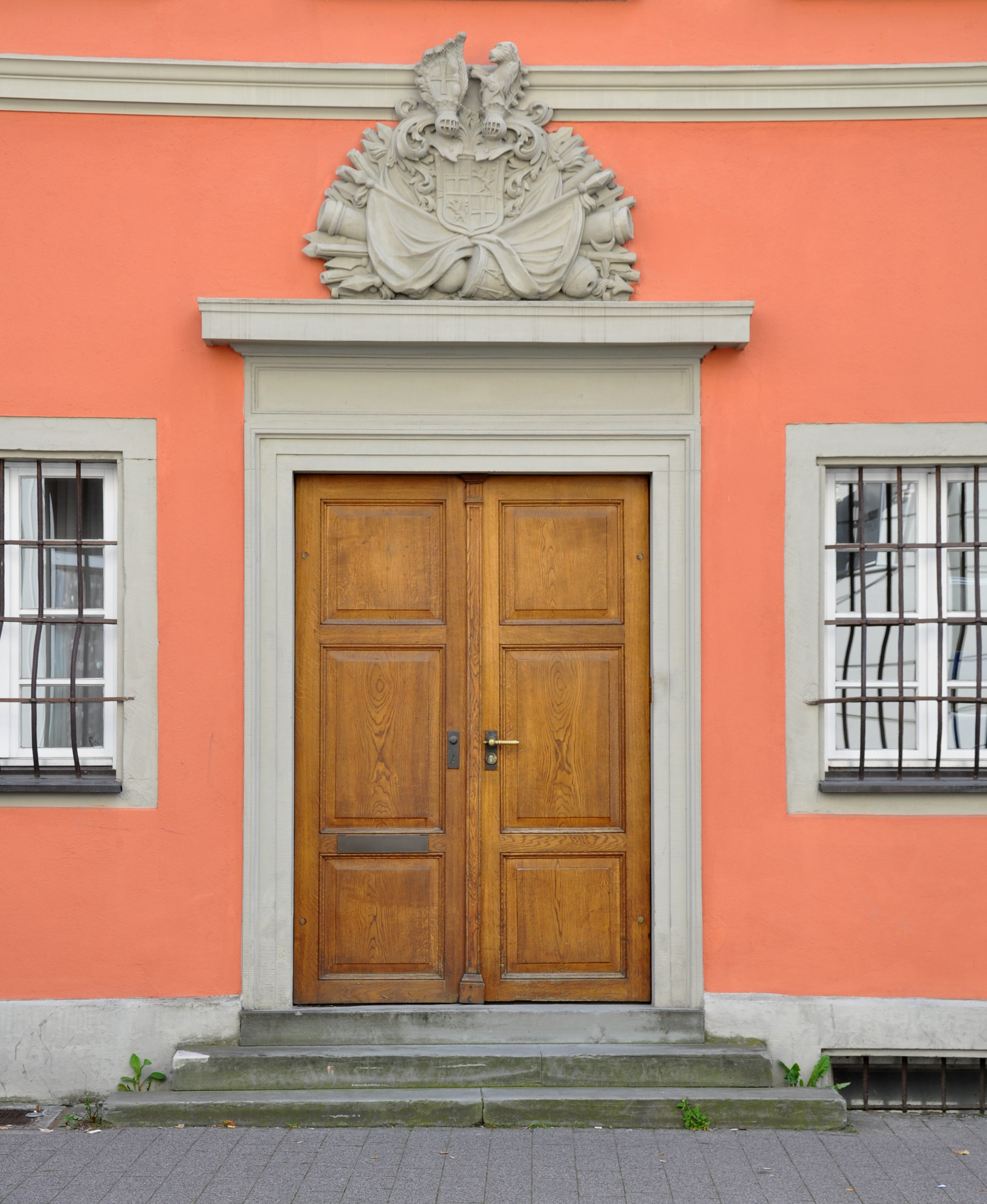
Portal zum Altshauser Hof

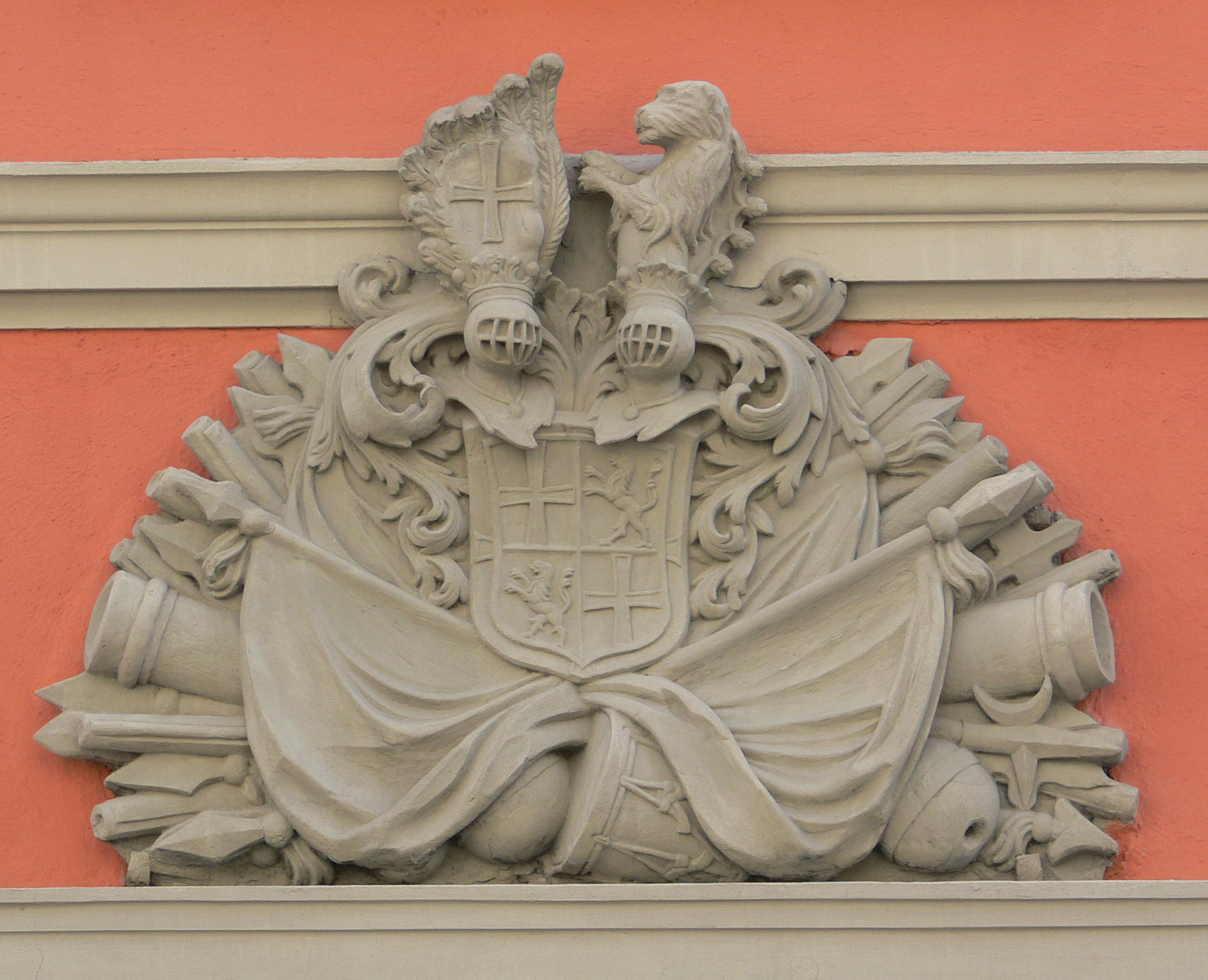
Wappen des Franz Ignatius Anton Freiherr von Reinach als Supraporte über dem Eingang

Über dem zentral an der Eisenbahnstraße angeordneten Eingangsportal mit geradem Sturz befindet sich das Wappen des Bauherrn, des Deutschordenskomturs Franz Ignaz Anton Freiherr von Reinach, der von 1730 bis zu seinem Tod 1735 Landkomtur des Deutschen Ordens in Altshausen war. Der vierteilige Wappenschild mit dem Deutschordenskreuz und dem Löwen – beide Motive kehren auch als Helmzieren wieder – ist von Kanonenrohren und -kugeln, Lanzen, Fahnen und Trommelschlegeln umgeben – kriegerische Symbole, die darauf Bezug nehmen, dass der junge Reinach, seit 1710 Mitglied des Deutschen Ordens, am Türkenkrieg der Jahre 1714 bis 1718 auf dem Balkan und in diesem Zusammenhang unter der Führung des Prinzen Eugen auch an der Eroberung Belgrads im Jahr 1717 teilgenommen hatte.
Der zweistöckige Anbau mit Plattform und Geländer an der Mauerstraße wurde 1904 errichtet. Bauliche Veränderungen des Altshauser Hofs im Stil der Neurenaissance und des Neubarocks (Fassadengliederung durch kannelierte Pilaster, plastische Fensterumrahmungen) aus dem ausgehenden 19. und beginnenden 20. Jahrhundert wurden vor allem im Zuge einer Renovierung im Jahre 1966 beseitigt, so dass das Barockgebäude seither wieder annähernd sein ursprüngliches Aussehen besitzt. Umbauten, zunächst für die Zwecke der Post, später zur Errichtung von Privatwohnungen, haben das Innere des Altshauser Hofs jedoch völlig verändert.